# ガルヴァニック作戦
ガルヴァニック作戦（ガルヴァニックさくせん、Operation Galvanic、作戦第13=43号）は、第二次世界大戦中のアメリカ軍によるギルバート諸島（タラワ、マキン環礁）の攻略作戦。

## 戦闘序列
Stockmanが掲載した図 と児島襄『太平洋戦争（下）』掲載の序列を参考に配列。そのため、揚陸戦関連は任務部隊の名を冠していても同じ階層に並べていないものがある。河津幸英が『米海兵隊公刊戦史』とJames R.Stockmanの手になる公刊戦史によると、本作戦でマーシャル諸島に進攻した南太平洋軍の艦隊など戦闘序列は次のような編制となっていた。同時攻略の目標が2箇所であったためか、揚陸指揮艦と病院船は2隻ずつ配置されている。

### 第51任務部隊第1群
作戦指揮上最高の位階にある。
司令官：レイモンド・スプルーアンス
- 旗艦：重巡洋艦インディアナポリス(USS Indianapolis, CA-35 )

### 第50任務部隊
空母機動部隊　司令官：ポウノール少将
第1群
司令官：ポウノール少将直率
- 空母
ヨークタウン(USS Yorktown, CV-10 )
レキシントン(USS Lexington, CV-16 )
カウペンス(USS Cowpens, CVL-25 )
戦艦3隻　駆逐艦6隻

第2群
司令官：ラドフォード少将
- 空母
エンタープライズ(USS Enterprise, CV-6 )
ベロー・ウッド(USS Belleau Wood, CVL-24  )
モンテレー(USS Monterey, CVL-26 )
戦艦3隻　駆逐艦6隻

第3群
司令官：モントゴメリー少将
- 空母
エセックス(USS Essex, CV-9 )
バンカー・ヒル（USS Bunker Hill, CV-17 ）
インディペンデンス(USS Independence, CVL-22 )
重巡洋艦3隻　駆逐艦5隻

第4群
司令官：シャーマン少将
- 空母
サラトガ（USS Saratoga, CV-3 ）
プリンストン(USS Princeton, CVL-23 )
軽巡洋艦2隻　駆逐艦4隻

### 第54任務部隊
司令官：リッチモンド・K・ターナー少将

#### 支援陸軍航空部隊
司令官：W・エレクソン大佐

#### 第5水陸両用軍団
司令官：ホーランド・スミス少将

##### 第52任務部隊
目標：マキン攻略　司令官：リッチモンド・K・ターナー少将直率
- 陸軍第27歩兵師団　司令官：ラルフ・スミス少将

##### 第53任務部隊
目標：タラワ攻略　司令官：ヒル（H.L.Hill）少将
第1群（輸送群）
- 攻撃輸送艦（APA）12隻
- 攻撃貨物輸送艦（AKA）3隻
- 兵員輸送艦（AP）1隻
- ドック型揚陸艦1隻

第2群（掃海群）
第4群（砲火支援群）
- 戦艦
テネシー (USS Tennessee, BB-43 )
メリーランド (USS Maryland, BB-46 )
コロラド (USS Colorado, BB-45)
- 重巡洋艦2隻
- 軽巡洋艦3隻
- 駆逐艦9隻

第5群（上陸群）
- 第2海兵師団　司令官：ジュリアン・スミス少将

第6群（空母群）
- 護衛空母5隻

### 第57任務部隊
基地航空部隊
補記
なお、河津幸英によればマキン・タラワ攻略の揚陸作戦総兵力は下記の通り。これはマキン攻略部隊を含んだ第54任務部隊全般を指しており、ポウノール少将の空母機動部隊などを含まない。
戦闘艦艇
- 旧式戦艦7隻
- 護衛空母11隻　巡洋艦12隻　駆逐艦75隻

揚陸作戦艦艇・輸送艦等
- 揚陸指揮艦（AGC）2隻　ドック型揚陸艦（LSD）5隻　戦車揚陸艦45隻　揚陸輸送艦46隻（貨物輸送艦（AKA）、兵員輸送艦（APA）の合計）　貨物船27隻　病院船2隻　その他65隻

## 文献
- ヘンリー・I.ショー (Henry I.Shaw) 宇都宮直賢（訳）『タラワ　米海兵隊と恐怖の島』 光人社NF文庫 ISBN 4-7698-2210-3 （1998年、邦訳初出1971年）
- 児島襄「中部太平洋の戦い」『太平洋戦争 (下)』　中公文庫　ISBN 4-1220-0117-X（1974年、初出1971年）
  - （上）のまえがきで発言まで含め史料に拠ったことを明記、初出1966年